# (33056) Ogunimachi
(33056) Ogunimachi (1997 UG15) – planetoida z pasa głównego asteroid okrążająca Słońce w ciągu 3,8 lat w średniej odległości 2,44 j.a. Odkryta 29 października 1997 roku.